# 蜜雪兒·菲利普斯
蜜雪兒·吉列姆·菲利普斯（英語：Michelle Gilliam Phillips；出生名Holly Michelle Gilliam；1944年6月4日 - ）是美國歌手、詞曲作者、演員和模特。在1960年代中期，她作為音樂四重奏媽媽與爸爸合唱團的歌手而聲名鵲起。她的聲音被《時代雜誌》描述為“流行音樂中最純粹的女高音。”她後來成為一名成功的演員1970年代在電影和電視領域。
她出生於加利福尼亞州長灘，早年在洛杉磯和墨西哥城度過，由她寡居的父親撫養長大。在三藩市擔任模特期間，她於1962年遇到並與約翰·菲利普斯結婚，並於 1965 年共同創立了聲樂組合媽媽與爸爸合唱團。樂隊憑藉他們的流行單曲《California Dreamin'》和《Creeque Alley》成名，這兩個都是她合著的。在1970年解散之前，他們發行了五張錄音室專輯。她與約翰·菲利普斯生了一個女兒，歌手切納·菲利普斯。 
在媽媽和爸爸的離異以及她與約翰·菲利普斯離婚後，她轉行演戲，在《最後一部電影》（1971年）中出演配角，然後出演Billie Frechette在廣受好評的犯罪傳記片《Dillinger》 (1973年) 中，她因金球獎被提名最有前途新人。 1974年，她在兩部電視電影中擔任主角：犯罪片《死亡小隊》和青少年劇《加利福尼亞小子》，在後者中，她與馬田·辛演對手戲。在1970年代的剩餘時間裡，她繼續出現在多部電影中，包括肯·羅素的《華倫天奴》（1977年），扮演娜塔莎·蘭博娃和驚悚片《血脈》 (1979年)。1977年，她發行了她唯一的個人專輯《浪漫的受害者》。
菲利普斯1980年代的第一部電影是喜劇《鮑嘉臉的男人》（1980年）。第二年，她與湯姆·斯凱里特共同主演了以自然為主題的恐怖片《Savage Harvest》（1981年），隨後是電視電影《已婚男人的秘密》 (1984年) 和《The Covenant》 (1985年)。1987年，她加入了“Knots Landing”系列，飾演佩奇·馬西森（Nicollette Sheridan飾演）的母親安妮·馬西森，直到該系列的1993年結束。
後來她在喜劇電影《讓它騎》（1989年）和心理驚悚片《剪刀》（1991年）中擔任配角。菲利普斯在2000年代出現在獨立電影中，在《簡·懷特生病和扭曲》（2002年）和《美國的孩子》中擔任配角（2005年）並在電視連續劇《那就是生活》（2001年–2002年）和《第七天堂》中擔任客串角色（2001年 - 2004年）。她在2000年代中期批評了布什政府，還主張休閒大麻合法化。

## 生活與事業

### 1944年—1964年：早年生活
菲利普斯於1944年6月4日在加利福尼亞長灘出生，原名霍莉·蜜雪兒·吉列姆，是喬伊斯·萊昂 (née普爾) 的第二個孩子，加拿大出生的會計師和Gardner Burnett Gilliam，來自聖地亞哥的商船船員。她有一個姐姐，拉塞爾·安。菲利普斯的祖父馬庫斯·吉列來自華盛頓州瓦拉瓦拉並在不列顛哥倫比亞省伊利擔任礦工和旅館經營者。俄勒岡州吉列姆縣的名字取自她的祖先。她的母親因童年時期風濕熱包括亞急性心內膜炎而患心臟病，並在菲利普斯5歲時死於相關的 腦出血。菲利普斯回憶起她母親的病，說：“他們知道這只是時間問題......她會在晚上躺在沙發上，聽我父親給她讀書。一天晚上，在我和姐姐之後 已經被放到床上了，我媽媽只是抬起頭，昏迷在沙發上，就是這樣。”
在妻子去世後，菲利普斯的父親想要改變環境，將全家搬到紐約州布法羅，在他擔任調酒師期間，他們在那裡住了九個月。隨後他們返回加利福尼亞，在加利福尼亞州帕薩迪納定居。1951年6月，菲利普斯七歲生日兩天后，全家再次搬遷到墨西哥城，她的父親在墨西哥城註冊學習社會學。GI Bill在墨西哥城學院。菲利普斯在墨西哥度過了接下來的六年，在那裡她就讀於公立學校並精通西班牙語。在菲利普斯的整個童年時期，西班牙語一直是菲利普斯的主要書面語言，儘管她後來學會了用英語寫作。她和她的父親和姐姐住在庫奧特莫克的南羅馬區。菲利普斯回憶說，她和她姐姐生活在不同文化中的經歷“幫助我們從母親的死中走出來，而不是悲傷，我們變得非常堅強、獨立和自由。”
13歲那年，菲利普斯帶著父親和姐姐回到美國，重新在洛杉磯定居。在那裡，她成為了苏·莱恩的兒時好友。菲利普斯就讀於洛杉磯的幾所高中，包括亞歷山大·漢密爾頓高中及馬歇爾高中。在學生時代，菲利普斯參加了多項運動，並學習了鋼琴、結他和大提琴。在她大二的時候，被抓到逃課並隨後偽造了缺勤許可單，菲利普斯被馬歇爾高中開除並轉入Eagle Rock High School。
1961年年中，17歲的菲利普斯搬到 舊金山 與她的朋友 塔瑪·霍德爾 住在一起，並開始擔任模特。她出現在Lucky Lager啤酒的廣告牌和Cole品牌泳衣的平面廣告。菲利普斯很快就沉浸在舊金山的反文化音樂場景和夜生活中，回憶道：“添馬艦和我喜歡出去炫耀。我們有一個朋友，埃迪，添馬艦的理髮師，他是一位火紅的同性戀者並為此感到自豪。請記住，同性戀的出現還為時過早。埃迪是我認識和愛的第一個公然公然的人。他喜歡做我們的頭髮，讓我的面對面給我穿衣服...... 我們並不總是有很多錢，但我只有一次餓著肚子上床睡覺。”1961年7月，在三藩市的一個俱樂部，她遇到了約翰·菲利普斯，當時他和他的樂隊The Journeymen在加利福尼亞州舉行巡演，兩人開始了旋風般的浪漫。他與第一任妻子離婚，並於1962年12月31日與蜜雪兒結婚，當時她18歲。

### 1965年-1969年：媽媽與爸爸合唱團
菲利普斯新婚夫婦搬到紐約市，在那裡他們開始一起寫歌，並於1965年成立了媽媽與爸爸合唱團。 蜜雪兒合寫了樂隊的一些熱門歌曲，包括《加利福尼亞州之夢》，它出現在團體的首張專輯《如果你能相信你的眼睛和耳朵》（1966年）中。
媽媽與爸爸合唱團的第二張專輯的錄製，標題為《媽媽與爸爸》（1966年）因蜜雪兒·菲利普斯與傑納·克拉克的婚外情而中斷the Byrds的名字被揭露了。前一年菲利普斯和團體成員丹尼·達赫蒂之間的婚外情已經被原諒了；表面上寫了關於這一集的《I Saw Her Again》（1966年），儘管他們後來不同意達赫蒂對這首歌的貢獻有多大，達赫蒂和約翰·菲利普斯已經和解。這一次，約翰菲利普斯決心解僱他的妻子。在諮詢了他們的律師和唱片公司之後，約翰·菲利普斯、 Elliot和達赫蒂於1966年6月28日向蜜雪兒·菲利普斯發送了一封信，將她逐出該組織。然而，在其餘樂隊成員得出結論認為她的替代者吉兒·吉布森，缺乏她前任的“舞台魅力和堅韌不拔的優勢”。菲利普斯復出後，團體開始了東岸的短暫巡演，在華盛頓哥倫比亞特區、馬里蘭州巴爾的摩和紐約市福特漢姆大學進行了一系列不穩定的演出。
回到加利福尼亞州並定居洛杉磯後，該團體錄製了他們的第三張專輯《The Mamas & The Papas Deliver》（1967年）。1967年6月，菲利普斯與團體在加利福尼亞州蒙特雷的蒙特雷流行音樂節上演出，這是由約翰·菲利普斯和盧·阿德勒組織的活動。
音樂節還邀請了其他著名的加利福尼亞反文化音樂家和迷幻搖滾表演，包括杰弗遜飛機、老大哥和控股公司（以賈尼斯·喬普林為特色）和 吉米·亨德里克斯。菲利普斯在講述這段經歷時說：“[這就像]一個文藝復興博覽會。這對藝術家和觀眾來說都很方便。幾乎每個人都有一個座位，如果沒有，人們就會靠著柵欄排隊，然後他們可以看到和聽到。或者人們坐在外面，你也可以聽到外面的聲音......這很可愛。”
1967年8月，團體在Hollywood Bowl進行了最後一場現場表演。菲利普斯將繼續與團體錄製第四張也是最後一張專輯《The Papas & The Mamas》(1968年) 後停止。1968年2月，她生下了一個女兒切納·菲利普斯，她後來成為1990年代流行三重奏組合Wilson Phillips的主唱。蜜雪兒和約翰當時的婚姻失敗了，他於1969年5月在洛杉磯縣法院申請離婚。媽媽與爸爸合唱團在他們的最後一張專輯《People Like Us》發行前於1971年正式解散，這是為了履行其唱片公司的合同義務而錄製的。

### 1970年–1976年：轉型為演員
1969年，當菲利普斯仍然是媽媽和爸爸的成員時，他連同努迪·科恩、安妮德·巴蘭寶一起出演了格蘭·帕森斯的科幻電影《Saturation 70》和滾石樂隊吉他手布賴恩·瓊斯的五歲兒子朱利安·瓊斯。這部電影從未完成拍攝，變成了"未完成的電影"。
第二年，在媽媽和爸爸解散後，她在洛杉磯參加了表演班，並表示她打算《從頭開始》開始她的演藝生涯，並表示樂隊唱片的版稅為她提供了一個在她開始涉足電影業的同時，持續的收入。她跟隨佩吉·福利學習表演。菲利普斯的第一個電影角色出現在丹尼斯·賀柏的電影《最後一部電影》（1971年）中的小部分；她和霍珀於1970年10月31日在製作後不久結婚，但這種結合只持續了八天。兩年後，她在驚悚片《迪林杰》（1973年中主演 約翰·迪林杰]的女友比莉·弗雷謝特。菲利普斯聲稱她是通過假裝是切諾基的一半而獲得演員表的，就像她的角色一樣。這部電影廣受好評，雜誌《綜藝》談到她的表演時說：“菲利普斯在加入媽媽和爸爸的歌唱組合後讓她的電影鞠躬，迪林杰的女朋友", 而《紐約時報》則指出它“溫和有效”。

## 外部連結
- Michelle Phillips 在美國電影學會
- Michelle Phillips （页面存档备份，存于） 在告示牌
- Michelle Phillips 在互聯網檔案館